# 格岑斯
格岑斯是奥地利蒂罗尔州因斯布鲁克兰县的一个市镇。总面积9.72平方公里，总人口3888人，人口密度400.0人/平方公里（2011年）。